# Brianna Nelson
Brianna Nelson (nacida el 9 de mayo de 1992) es una nadadora paralímpica canadiense clasificada S7 que compitió en los Juegos Paralímpicos de 2008 y 2012. Su entrenador de ciclismo la introdujo en la natación y ha ganado dos medallas de plata y una de oro en los Juegos Paralímpicos y el Campeonato Mundial de Natación IPC. Actualmente asiste a la Universidad de Victoria.

## Biografía
Nelson nació el 9 de mayo de 1992 en Calgary, Alberta. Reside en Victoria, Columbia Británica. Comenzó a nadar cuando su entrenador de ciclismo Stephen Burke le recomendó hacerlo para mejorar su fuerza y equilibrio. Más tarde dejó el ciclismo para continuar en la natación. Nació con parálisis cerebral que afecta su lado derecho. Practica en Saanich Commonwealth Place donde su estilo libre ha mejorado por un segundo completo. Asiste a la Universidad de Victoria donde estudia historia y psicología.

## Carrera

### Juegos Paralímpicos de Londres 2012
Fueron sus segundos juegos Paralímpicos, después de haber ganado dos medallas de plata en estilo mariposa de 50 metros y Medley individual de 200 metros. Ella dijo: "Sabía que iba a ser una batalla por la medalla de plata, simplemente fui por ella". Más tarde fue felicitada por el primer ministro de Canadá, Stephen Harper.

### Comité Paralímpico Internacional 2013
Ganó una medalla de oro en el Campeonato Mundial de Natación en 2013. Terminó primera por 1:07 segundos por delante de la nadadora británica Susannah Rodgers con 35.70 segundos. Ella dijo que "no era una carrera que esperaba ganar, pero quería rendir bien. Obtener el oro encima de eso es increíble".